# Polypedates
Polypedates là một chi động vật lưỡng cư trong họ Rhacophoridae, thuộc bộ Anura.

## Các loài
The following species are recognised in the genus Polypedates, with new species still being described on a regular basis:
- Polypedates assamensis Mathew & Sen, 2009
- Polypedates bengalensis Purkayastha et al., 2019[4]
- Polypedates braueri (Vogt, 1911) – White-lipped treefrog or Java treefrog
- Polypedates colletti (Boulenger, 1890) – Collett's whipping frog, black-spotted tree frog, or Collett's tree frog
- Polypedates cruciger Blyth, 1852 – Sri Lanka whipping frog or common hour-glass tree-frog
- Polypedates discantus Rujirawan, Stuart, and Aowphol, 2013 – Malayan slender treefrog
- Polypedates hecticus Peters, 1863 – Samara flying frog
- Polypedates himalayensis (Annandale, 1912) – Himalayan tree frog
- Polypedates impresus Yang, 2008
- Polypedates insularis Das, 2005 – Nicobarese tree frog
- Polypedates iskandari Riyanto, Mumpuni & McGuire, 2011
- Polypedates leucomystax (Gravenhorst, 1829) – common tree frog, four-lined tree frog, striped tree frog, "white-lipped tree frog" (formerly often in P. maculatus)
- Polypedates macrotis (Boulenger, 1891) – Bongao tree frog
- Polypedates maculatus (Gray, 1830) – common Indian tree frog, Chunam tree frog
- Polypedates megacephalus Hallowell, 1861 – spot-legged tree frog, Hong Kong whipping frog, "brown tree frog"
- Polypedates mutus (Smith, 1940) – northern treefrog
- Polypedates occidentalis Das and Dutta, 2006 – western tree frog
- Polypedates otilophus (Boulenger, 1893) – file-eared tree frog, Borneo eared frog
- Polypedates pseudocruciger Das and Ravichandran, 1998 – false hour-glass tree frog or yellow tree frog
- Polypedates pseudotilophus Matsui, Hamidy, and Kuraishi, 2014
- Polypedates ranwellai Wickramasingha, Munindradasa, and Fernando, 2012 – Ranwella's spined tree frog
- Polypedates subansiriensis Mathew & Sen, 2009 – Subansiri's tree frog
- Polypedates taeniatus (Boulenger, 1906) – Bengal whipping Frog, Bengal whipping tree frog, or Terai tree frog
- Polypedates teraiensis (Dubois, 1987) – common tree frog, six-lined tree frog, Terai tree frog, or Perching frog
- Polypedates zed (Dubois, 1987) – Nepalese tree frog or Narayanghat whipping frog

The recently described Polypedates bijui has now been renamed as Beddomixalus bijui, the only species in its genus.

## Hình ảnh

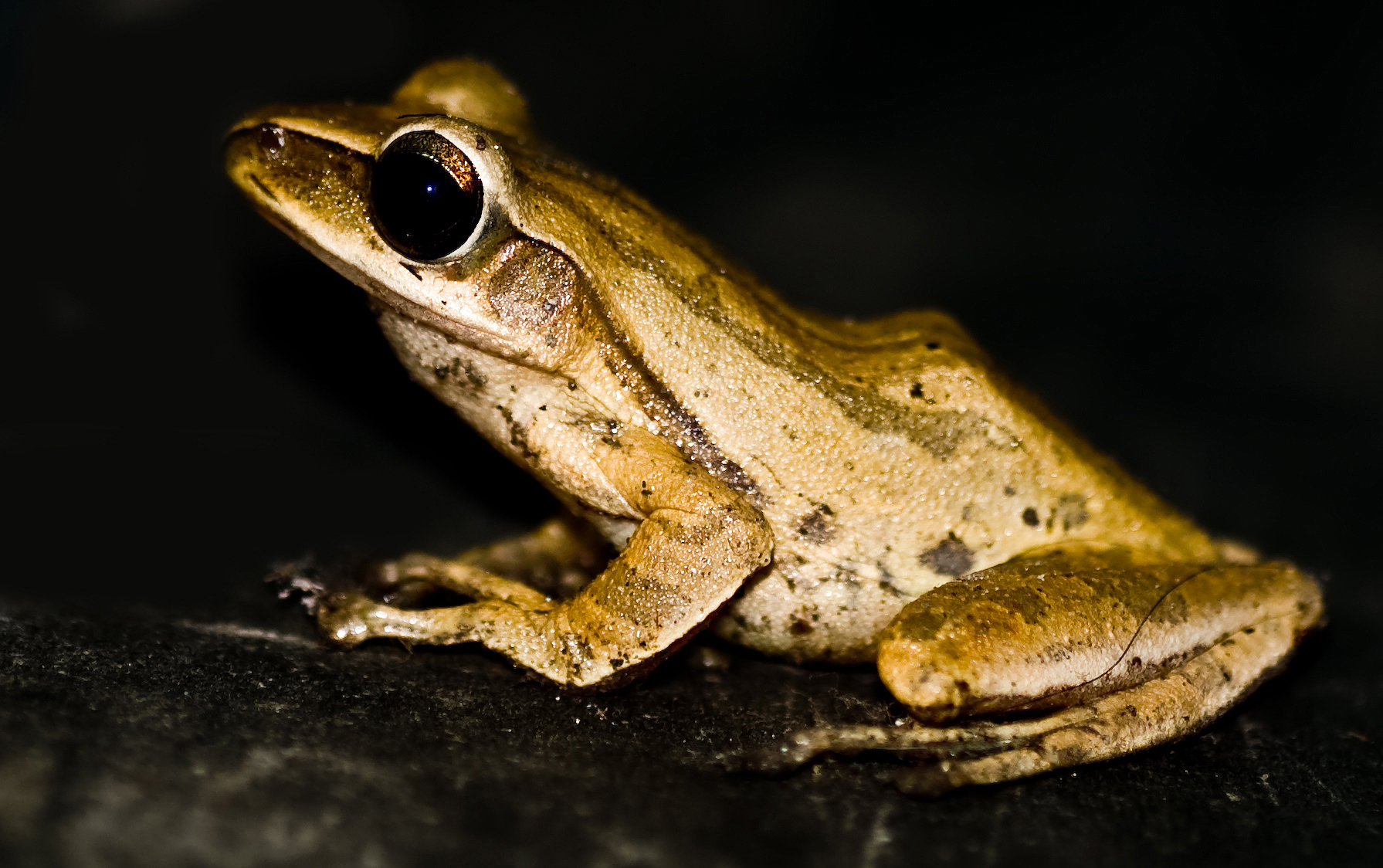
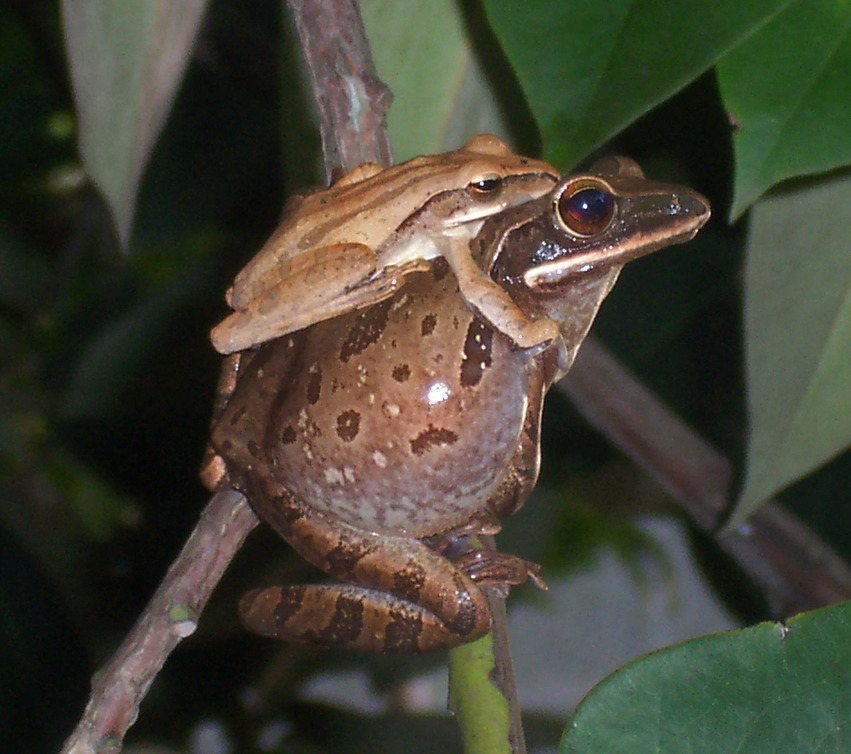
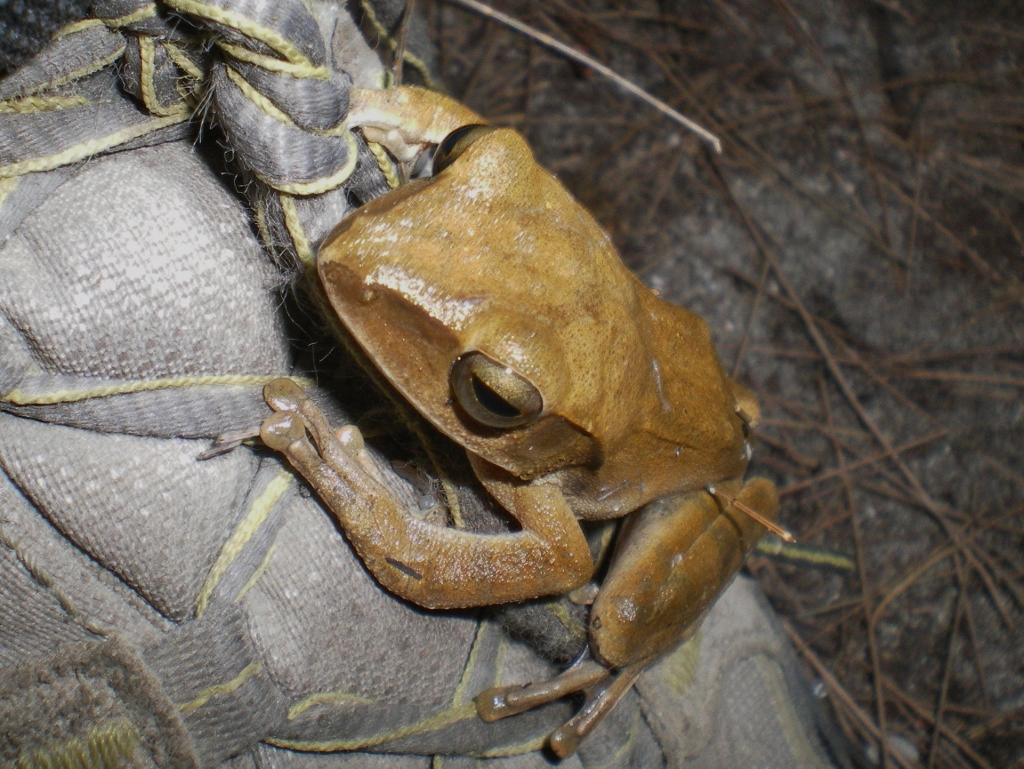
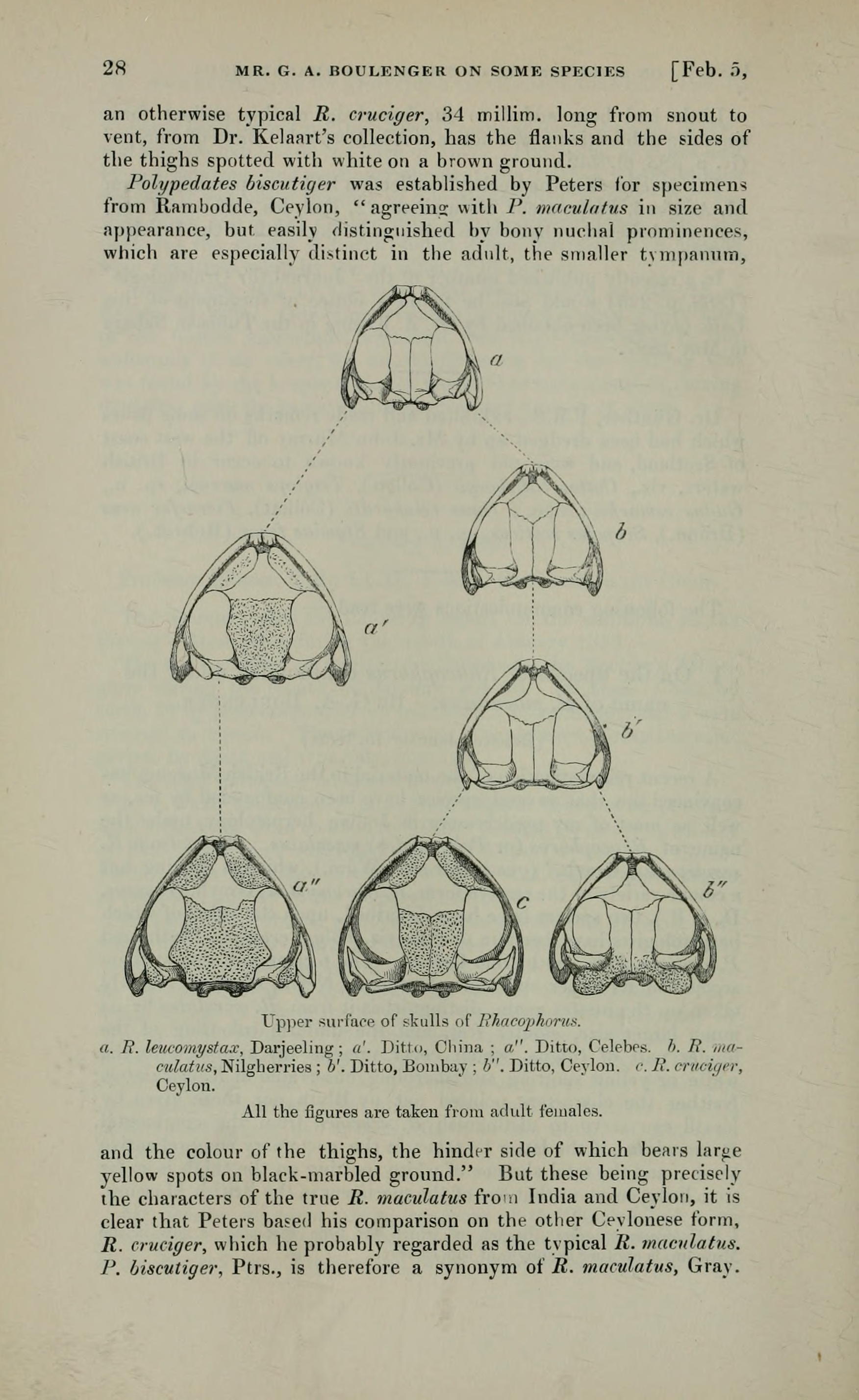